# Sveriges jordbrukspolitik

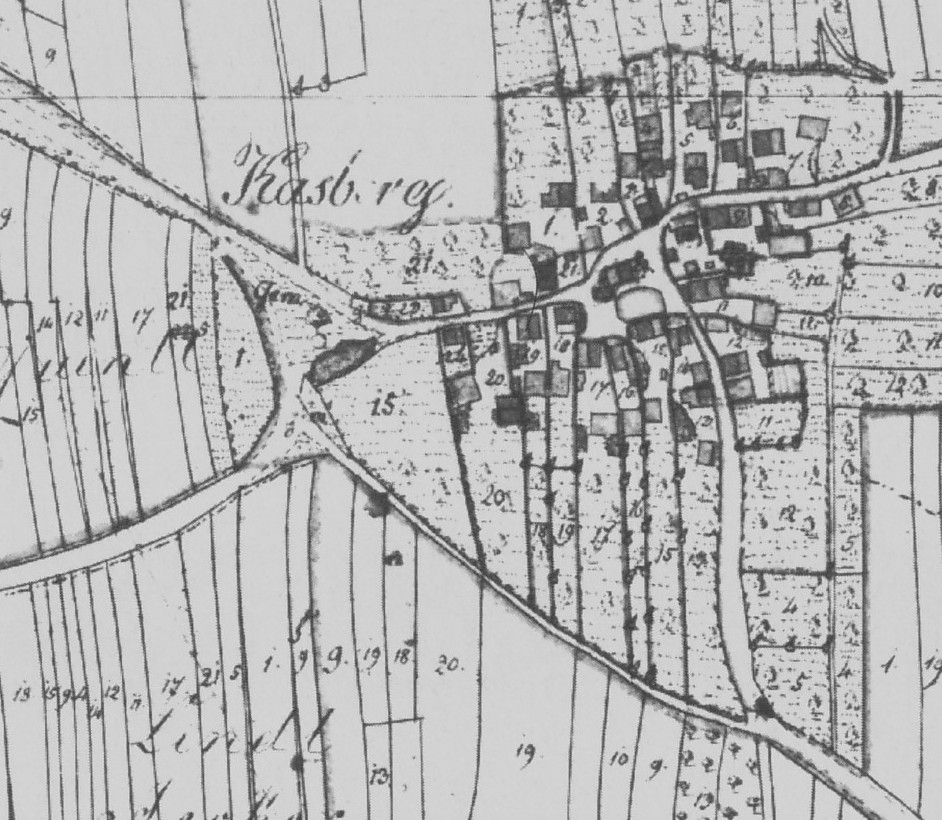
Från medeltiden var byarna indelade i teg, varmed ägorna indelades i remsor. På bilden finns en typisk tegsby: uppe till höger finns gårdarna tätt tillsammans, och byägorna runt omkring, åkrar och ängar, har tegarna utritade. Tegsjordbruket försvann med storskiftet på 1700-talet.

Sveriges jordbrukspolitik är den statliga politiken rörande Sveriges jordbruk, och innefattar även spörsmål om jakt, fiske, hushållning av naturresurser, skogsbruk, rennäring, djur- och naturskydd och bioenergi. Landsbygdsdepartementet, där jordbrukspolitiken behandlas i Regeringskansliet, bildades 1900 som Jordbruksdepartementet och leds av en landsbygdsminister.
Jordbrukspolitiken har gått ut på att skapa och framföra vetenskapligt grundad forskning, att använda olika skatter för olika delar av jordbruket, bestämma över hemmanens överlåtelse, nyupptagning och delning, samt införa vissa förbud och underlättnader angående hushållningen av naturresurser och jordbruket.

## Merkantilismen
Från medeltiden finns inte många bevarade dokument som pekar på en aktiv jordbrukspolitik, annat än i fråga om regleringar av ägande- och nyttjanderätt, till exempel med införandet av kungsådra. Beträffande fiske, jakt och allmänningar hade kronan regale (jaktregale, fiskeregale, skogsregale), och avtal fattades mellan kronan och allmogen lokalt beträffande förbud eller ersättning för nyttjande av naturresurserna i form av avrad eller skatt. Bönderna lydde under Magnus Erikssons landslag från 1350-talet.
Arvejord tillhörde ätter, men från och med Gustav Vasa började staten betrakta sig som ägare till all obruten mark, så även allmänningar i närheten av byarna på landet. Hans uppfattning att monarken hade en äganderätt över jorden i riket låg till grund för den beskattning han företog av fiskeri och odling. Det är också känt att Gustav Vasa drev en fiskepolitik på ett konkret plan, i så måtto att han klagade på mängden salt i den fisk som levererandes från Norrland. Svedjebruket var illa omtyckt av kronan, och Gustav Vasa förmanade bönderna på riksdagarna och i brev att minska antalet sådana. Han införde också ett förbud mot att bryta mer mark än man kunde underhålla.
Landsköp förbjöds utom i Norrland, varmed en specialisering och ett strikare genomfört ståndssamhälle uppkom. Med 1617 års riksdagsordning fick bondeståndet en lagstadgad rätt att delta i riksdagarna under egen talman, och deras villkor förbättrades med det ökade inflytandet. Vasatidens ekonomiska politik gynnade dock kronans inkomster, industrier och handel på böndernas bekostnad, till exempel genom kvarnkommissionen 1697 då väder- och vattenkvarnar avgiftsbelades och förutsatte tillstånd. Hur länge det funnits en åtskillnad mellan krono- och skattebönder är ovisst men var en realitet redan med Gustav Vasa, då det till de icks självägande bönderna hörde arbetsplikt ho frälset. 1652 ägde adeln 40% av all mark i landet, dock var detta koncentrarat till södra och mellersta delarna. Husesyn var en rättslig åtgärd som utfördes på gårdar som brukades av annan än jordägaren. Karl XI:s husesynsordning från 1681 reglerade hur sådana gårdar skulle underhållas.
Adelns ställning som jordägare förändrades vid reduktionen och kungliga enväldets införande, då kronan förnyade Gustav Vasas anspråk på äganderätten över all mark. Med 1686 års tjänstehjonsstadga infördes starka regleringar i fråga om hur många anställda en bonde fick ha, vilket enligt den lagen fick uppgå till två vuxna och en halvvuxen per mantal. Överflödiga drängar skulle skrivas ut som knektar. Med införandet av indelningsverket fick skattebönder skyldighet att hålla och värva soldater i sina byar, till vilket hörde att upplåta soldattorp i byn. Från Erik XIV hade bönderna skjutsningsbesvär och skyldighet att hålla gästgiveri med två mils avstånd.
Fram till 1700-talet reglerade byarna själva sina ordningar inom området (byordning). Med Per Brahes hushållsbok och Salanders gårdsfogdeinstruktion skapades normer för jordbehandlingen - jorden skulle vara lucker, höstplöjas, gödlsas rätt och harvas i rätt tid (Salander ansåg även att arbetare måste vara fattiga för att arbeta), men byordningen avgjorde själva vilka normer de skulle arbeta efter. Statens styrelse över jordbruket utfördes framför allt genom att ställa driftsvillkor på bönderna: den som inte skötte sitt jordbruk kunde från Gustav Vasas tid bli tvingad att lämna sin arvejord till kronan. Ett annat sätt att styra jordbrukspolitiken var att reglera eller förbjuda hemmansklyvningar, vilket är känt sedan Gustav Vasas tid, liksom ett minimumkrav på del av mantal för att få rätt till ett hemman, vanligen ¹/₄ vilket definierades som torp. Dock fanns kungliga förordningar om att avstå hästar till rytteriet och Gustav Vasa förbjöd bönderna att föda upp eller sälja oxar, vilket var upptakten till Dackefejden. Bönderna hade sålunda lantraser medan det var förbehållet kung och adel att införa utländskt, framavlat boskap.
Det var skogsbruket som de flesta lagarna handlade om. Införandet av skogsregalet, däribland förbudet mot att fälla ekar och andra bärande träd, påverkade ekonomin då sågat virke, tjära och terpentin var viktiga biinkomster. Kronans tjänstemän uppmanades till att förmå allmogen till nyplanteringar och reglera uppfödning av grisar på ekollon. 1638 inrättades riksjägmästareämbetet för att överse landets skog. 1674 infördes regleringar för hur mycket skog skattebönder fick avverka. Bortsett från Norrland omfattades högviltet av jaktregale, medan det var och ens plikt att skjuta av "skadedjur" som björn och varg; dock tillkom det kungen och adeln att använda skjutvapen. Fiskeregale innebar att bönderna bara fick fiska i insjöar och träsk om de hade fiskerätt där, och att älvarna tillhörde kronan eller var förlänade adeln. Pärlfiske var fritt i Norrland och förekom till 1691 då det indrogs som ett regale.
1705, 1708 och 1709 var det stränga vintrar vilket medförde hungersnöd. Krig påverkade böndernas ekonomiska villkor, dels eftersom en stor del av manskapet antingen stupade eller var ute i fält, dels genom fienders härjningar (särskilt Rysshärjningarna). Staten befordrade nybyggen, dels i Bergslagen och dels i Norrland. I Bergslagen hade biltoga och fredlösa täkterätt mot dagsverke i bergsbruket. Statens merkantilistiska idéer ledde till att bergsbruket hade flera förmåner i förhållande till kronans regale, och fick bruka statens skog till kolning och strömmar till vattenkraft, i det att de användes till utvinning av statens malm (bergsregale). På 1720-talet var statens finanser i så dåligt skick att kronohemman i Bergslagen såldes till åborna. Till Norrland uppmuntrades finnar att flytta för att bryta allmänningar och bli nybyggare från Gustav Vasas regeringstid, och de fick därför flera frihetsår (frihet från skatt). Dock föredrog finnarna svedjebruk, och mycket klagomål framfördes därför från bönder och staten som då införde villkor för nybyggarna och förbjöd lösfinnar.

## Frihetstiden
Med 1734 års lag hamnade bondeståndets gods under uppsikt av länsstyrelsen, och lagar infördes om sådant som hur diken skulle grävas. Ökad rörlighet i världen och en ny syn på kunskap (Vetenskapsakademiernas grundande) ledde till en statligt befordrad odling av varor som industrierna behövde, såsom tobak, kryddor, färgväxter, lin och mullbär (som föda till silkesmaskar). Staten främjade också hushållningssällskap från 1700-talet, som på vetenskaplig grund skulle sprida kunskaper om jordbruket till allmogen. Frihetstidens ekonomiska politik fick, genom Jacob Faggots och Rutger Mackleans tillskyndan, uttryck i storskiften, där tegsodligen gav vika för sammanhängande hemman varmed bönderna lättare kunde förfoga över sin mark. 1775 försvann borgarnas monopol på handel med spannmål. Förbudet mot annan hembränning än för husbehov infördes för att säkra spannmål till förtäring, och 1774 blev sprittillverkning ett regale.
1734 års skogsordning lättade på skogsregalet runt skattehemman, och skattebönderna fick tillbaka sin rätt att bruka sina allmänningar. Först 1789 fick skattebönder full äganderätt över sin skog. Lantmäteriets Jacob Faggot förordade växelbruk omkring 1739, men detta infördes först omkring 1800. Under frihetstiden lättades på olika statliga regleringar av böndernas boskapsavel, och framför allt gris- och fårraser importerades till böndernas godo.
Lagar om flottning infördes på 1700-talet, i fiskeristadgarna. I Norrland hade bönderna sedan bågaskattens tid full jakträtt medan det var förbjudet i resten av Sverige till 1789 då alla bönder fick jakträtt på sina ägor. Fiskköpareämbeten och fiskarborgare fick under 1700-talet monopol på all fiskhandel, utom Norrland där bönderna hade kvar rätten till landsköp av fisk. Staten införde denna tid lagar om fiskvård.

## Det rationella jordbrukets period
Storskiftet på 1800-talet infördes för att främja jordbruket, liksom staten inrättade flera lantbruksläroverk. Karl XIV Johan (då kronprins) lät instifta Lantbruksakademien 1811. När näringsfrihet infördes tilläts bönderna ägna sig åt flera binäringar som gårdsmejerier, köttexport och fröhandel, varigenom nya näringar utknoppades. 1840 inrättade riksdagen Ultuna vilket 1892 blev lantbruksinstitut.
1822 upphörde tillståndet till fria nybyggen på kronans allmänningar, vilket därefter att regleras starkt. Enskifte genomfördes omkring 1800 och några årtionden senare storskifte. Förbudet mot hemmanslyvningar och avsöndring togs bort under 1800-talet, och staten började tvärt om att befordra småbruk. Bönder i Sverige hade av tradition låtit boskapen ströva fritt och vallas på vissa allmänningar, men 1857 infördes en lag om att kreatur skulle hållas instängslade. Intresset för djurskydd och djurens välbefinnande var lågt, och först under slutet av 1800-talet började röster höras för boskapens välbefinnande. Dikeslagar infördes under 1800-talet i vattenlagarna, och avdikning uppmuntrades med statliga bidrag.
Under 1800-talet grundades flera föreningar, hushållningssällskap och organisationer som syftade till att sprida kunskaper om och reformera jordbruket, genom att premiera boskap, anordna plöjningstävlingar, med mera. Staten främjade dessa på olika sätt, sedermera med statliga anslag och genom införandet av bestämmelser om premiering av till exempel svin. Staten själv inrättade flera överstyrelser för att överse näringar i jordbruket, såsom Stuteriöverstyrelsen, varmed byordningen kom att förlora sin betydelse. Lantbruksstyrelsen grundades 1889, som ifrån 1900 lydde under Jordbruksdepartementet som övertog ärenden från Finansdepartementet och Civildepartementet, medan Skogsstyrelsen bildades 1905. Med den storskaliga importen av utländska avelsdjur uppstod svåra epidemier bland boskapen, varför Statens veterinärmedicinska anstalt grundades 1911. Med dessa statliga styrelser kom staten att skaffa sig en mer genomgripande tillsyn över livsmedelsproduktion, fiskerinäring och djurskydd. 1909 bildades Jordbruksutskottet i riksdagen. Theodor Odelberg var den förste jordbruksministern, förste ordförande för Jordbruksutskottet samt var direktör för Lantbruksakademien. Lantmannapartiet började som en intresseorganisation för bönderna, men fick 1890 en fastare ideologisk form och utvecklades till riksdagsparti.
Med Renbeteslagen fick statens rennäringspolitik fast form för första gången. Lagen vilar på urminnes hävd.

## Parlamentarismens och internationella samarbetets tid

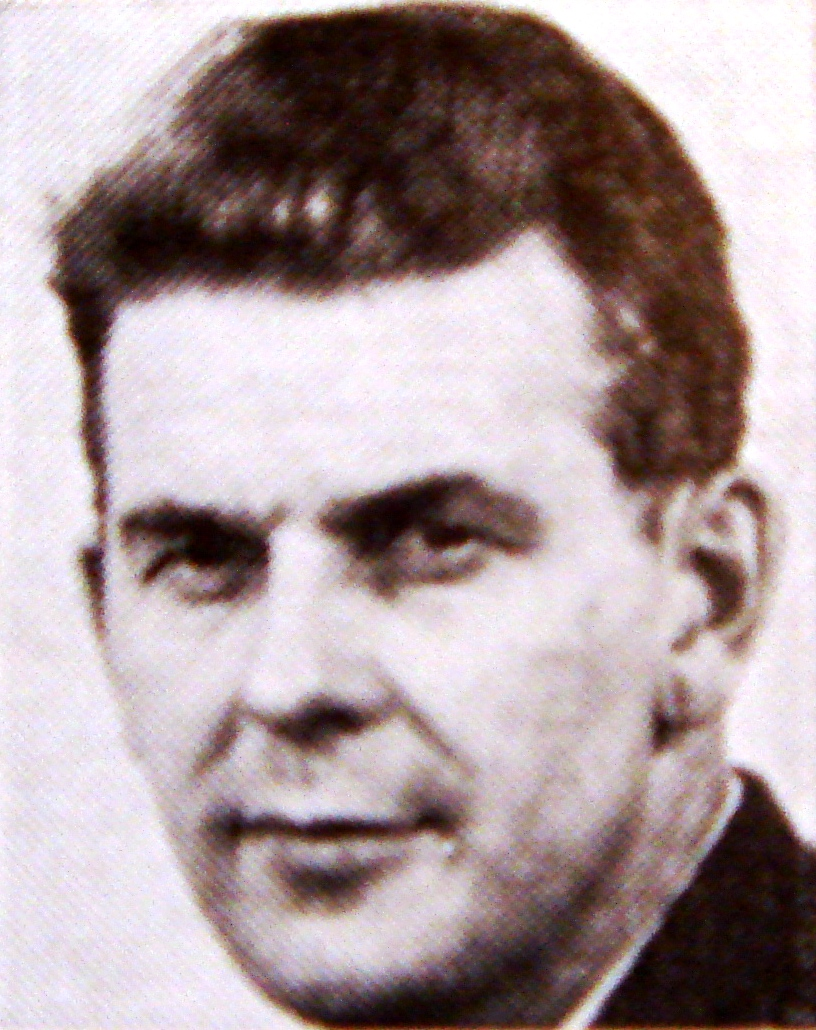
Thorbjörn Fälldin

Under början av 1900-talet uppstod flera försök att organisera bönder politiskt, med till exempel Jordbrukarnas Riksförbund och 1913 Bondeförbundet. Jordbrukspolitik bedrivs dock av alla politiska partier. Socialdemokraternas jordbrukspolitik var främst inriktad på avskaffandet av statarsystemet och införande av kontantlön i jordbruket.
Från 1930-talet drevs en jordbrukspolitik som gick ut på att Sverige skulle bli så självförsörjande som möjligt på livsmedel. När villkoren för anställning av arbetare förändrades med kontantlön och arbetsgivaravgifter, blev familjejordbruk den dominerande jordbruksformen med få undantag. Fram till första världskriget var 35% av Sveriges befolkning verksamma inom jordbruket, men med strukturomvandlingar kom en stor andel att överge landsbygden som hämtat sig dåligt efter världskrisen på 1930-talet - en bondes inkomst var mycket sämre än andra gruppers. 1927 företogs den första offentliga jordbruksräkningen, där staten antecknade varje bondes hektar i olika brukningsenheter, vilka grödor som odlades på årkerarealen, och hur många husdjur gårdarna hade. Räkningarna utfördes av Hushållningssällskapen, avlönat av staten. Som en följd av världskrisen på 1930-talet fick jordbrukarna svårt att avsätta sina produkter. För att gynna jordbruket och därmed försöka säkra självförsörjningen, började livsmedel att prisregleras vilket kvarblev till 1990-talet då Sverige gick med i EU. Skyddet mot utländsk konkurrens, som infördes 1933, brukar kallas kohandeln. För att säkra livsmedelsförsörjningen under andra världskriget inrättades Statens livsmedelskommission, och jordbrukarna tvingades ransonera sina produkter.
En ny fas i jordbrukspolitiken inträffade 1947 då riksdagen godkände Per Edvin Skölds proposition om ett inkomstmål för jordbrukarna så att de skulle kunna försörja sig på jordbruket, ett produktionsmål så att landet skulle bli självförsörjande på livsmedel, och ett effektivitetsmål varmed staten skulle verka för att rationalisera jordbruket. Rationaliseringen tog sig uttryck i ett omfattande system av regler, momser och skatter, och samtidigt blev blandjordbruket alltmer ovanligt till förmån för specialisering på antingen djuruppfödning eller odling. Lantbruksstyrelsen fick 1948 regionala enheter i form av nämnder som via Jordförvärvslagen hade beslutsrätt angående fastighetsköp; om ett tänkt köp stred mot rationaliseringen kunde köpet stoppas. Staten bestämde att jordbruket skulle bedrivas i form av basjordbruk om 10-20 hektar åker, men när storleken visade sig för olönsam för bönderna ökades hektaren till 20-30. 1952 infördes en lönelikställning mellan jordbrukare och industriarbetare. Alla dessa beslut ledde till den så kallade strukturomvandlingen i jordbruket, som innebar att hemman slogs ihop, många övergav jordbruket och medverkade till urbaniseringen, och bönder började arrendera viss mark från grannar.
Under 1960-talet hade underskottet av livsmedel blivit överskott, så kallade köttberg och spannmålsberg. 1967 antogs en ny jordbrukspolitik som försökte minska överproduktionen, men genom att staten fick ett ännu större inflytande över jordbrukarens arbete. Prisregleringarna och överproduktionen hade under början av 1980-talet blivit en kännbar ekonomisk belastning för staten som från 1985 började marknadsanpassas. Först 1990 inträffade dock någon större jordbrukspolitisk förändring sedan 1930-talet, när prisregleringen avskaffades. För att mildra de omedelbara effekterna fick jordbrukarna ekonomiskt bistånd av staten.
När Sverige inträdde i Nationernas förbund och senare FN kom Sverige att anta internationella standarder för livsmedelstillverkning. Miljörörelsen och djurrättsrörelsen har återspeglats i jordbrukspolitiken så till vida att miljöaspekter är kringgärdade av lagar och djurplågeri förbjudits. Sedan 1980-talet främjas därför ekologiska jordbruk med subventioner och ekonomiska underlättnader, samt med KRAV-märkning. När Sverige 1995 gick med i EU antogs Gemensamma jordbrukspolitiken vilket gav bönder möjlighet att ansöka om ekonomiska stöd för att utveckla jordbruken, och sådana satsningar har också gjorts för att stärka landsbygden.
1921 reviderades Renbeteslagen, och samerna fick rätt till marken, jakten och fisket ovan odlingsgränsen. Rennäringslagen 1971 gav den som är av samisk härkomst och är medlem i sameby monopol på renskötseln.
1976-1978 och 1979-1982 hade Sverige en lantbrukare som statsminister, Thorbjörn Fälldin. En annan statsminister som varit lantbrukare är Arvid Posse.

## Regeringen Reinfeldts jordbrukspolitik
Huvudartikel: Regeringen Reinfeldt

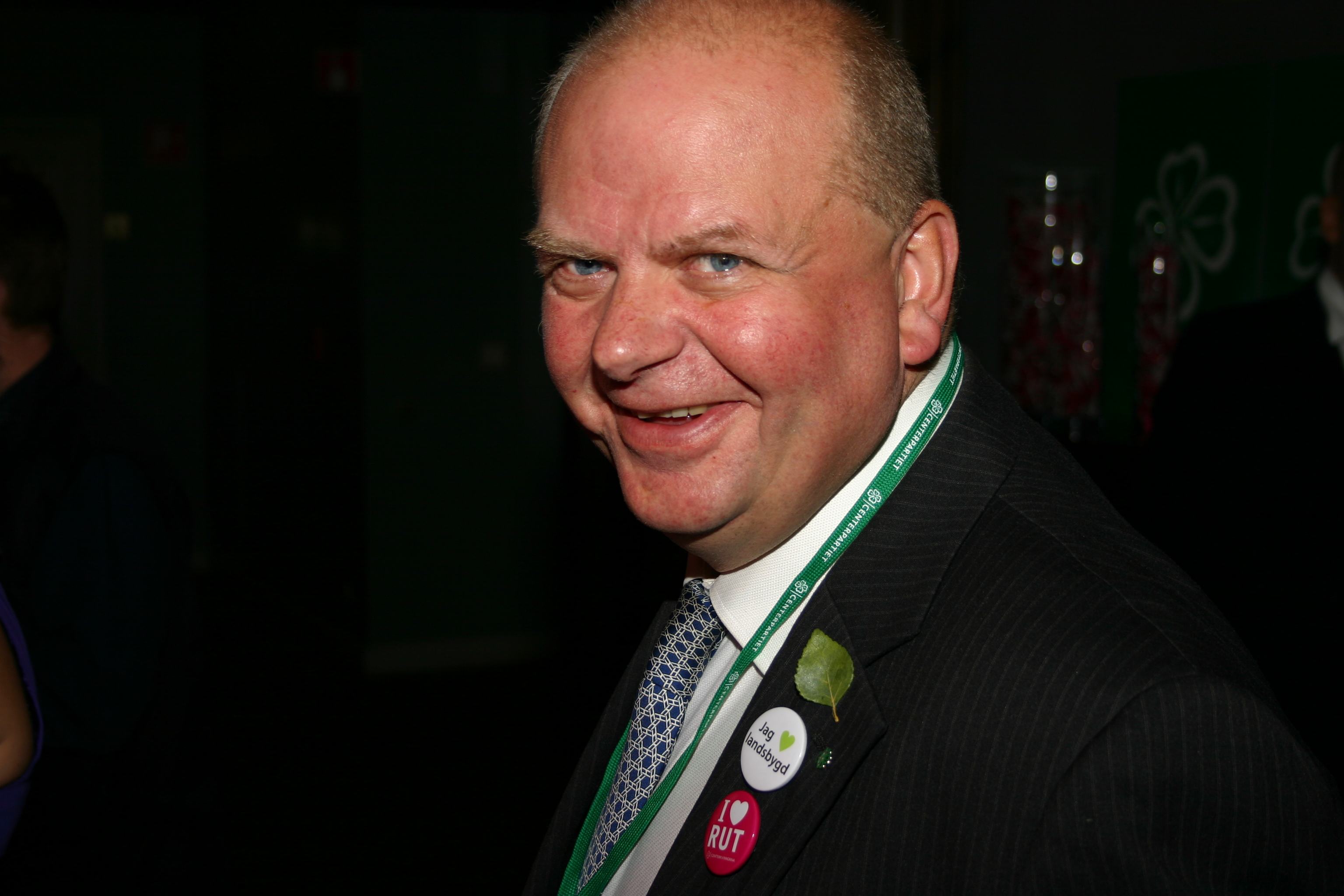
Eskil Erlandsson, jordbruksminister från 2006 till 2010, landsbygdsminister sedan 2010.

Sedan Sverige gick med i EU har Sverige antagit den gemensamma jordbrukspolitiken. Året innan regeringen Reinfeldt tillträdde - 2003 - reformerades EU:s jordbrukspolitik, varmed politiken försökte göras mer anpassad till konsumenternas efterfrågan genom att förändra EU-stödet till bönderna.
Internationellt samarbetar Sverige med en rad organisation inom FN vilkas verksamhet faller under Landsbygdsdepartementets område. Dit hör FN:s livsmedels- och jordbruksorganisation (FAO) som ägnar sig åt att dela kunskaper om jordbruk, skogsvård och fiske i syfte att minska fattigdomen och svälten i världen. Frågor som stadgas i Växtskyddskonventionen (IPPC) från 1951 är också ett område i FAO:s regi. Inom Världshandelsorganisationen WTO är handel med livsmedel och jordbruksprodukter Landsbygdsdepartementets område. Medlemsländerna i FN har utarbetat standarder för livsmedel och livsmedeltillverkning, Codex Alimentarius. Inom FN:s organ OIE arbetar Sverige med att dela kunskaper om djursjukdomar.
På nationell nivå har jordbrukspolitiken flera ansvarsområden: bioenergifrågor, djur, ekologisk odling, fiske, utbildning och forskning, jakt och viltvård, lantbruk, livsmedel, landsbygdspolitik, naturresurser, rennäring, samer och samepolitik och skogsbruk.
I regeringsförklaringen 2006 förklarade statsminister Reinfedt att regeringen ämnade stärka utvecklingskraften på landsbygden och ha likvärdiga konkurrensförhållanden som i EU angående "de gröna näringarna" samt arbeta för en havsmiljöstrategi för Östersjön med avseende på fisketryck, övergödning och miljöutsläpp. En statsning har gjorts på Matlandet Sverige. Under början av 2010 tillsatte Erlandsson en matlandetsambassadör per landskap, och i oktober 2010 tillsattes ett expertråd för att utveckla regeringens vision om Sverige som ett Matland. Östersund utsågs till 2011 års matlandethuvudstad. I Reinfeldts regeringsförklaring 2010 förklarade han att regeringen ämnade stärka landsbygden genom satsningar på energi- och klimatpolitik och fortsätta satsa på Matlandet Sverige.

### Fotnoter
1. ↑  Otto Sjögren, Gustaf Vasa ett 400-års-minne, 1896, s. 469
2. ↑  Herman Juhlin-Dannfelt, Lantbrukets historia : världshistorisk översikt av lantbrukets och lantmannalivets utveckling, 1925, s. 378
3. ↑  Herman Juhlin-Dannfelt, Lantbrukets historia : världshistorisk översikt av lantbrukets och lantmannalivets utveckling, 1925, s. 380
4. ↑  Herman Juhlin-Dannfelt, Lantbrukets historia : världshistorisk översikt av lantbrukets och lantmannalivets utveckling, 1925, s. 381
5. ↑  Herman Juhlin-Dannfelt, Lantbrukets historia : världshistorisk översikt av lantbrukets och lantmannalivets utveckling, 1925, s. 382, 390
6. ↑  Herman Juhlin-Dannfelt, Lantbrukets historia : världshistorisk översikt av lantbrukets och lantmannalivets utveckling, 1925, s. 401f
7. ↑  Herman Juhlin-Dannfelt, Lantbrukets historia : världshistorisk översikt av lantbrukets och lantmannalivets utveckling, 1925, s. 413ff
8. ↑  Herman Juhlin-Dannfelt, Lantbrukets historia : världshistorisk översikt av lantbrukets och lantmannalivets utveckling, 1925, s. 420f
9. ↑  Herman Juhlin-Dannfelt, Lantbrukets historia : världshistorisk översikt av lantbrukets och lantmannalivets utveckling, 1925, s. 425
10. ↑  Herman Juhlin-Dannfelt, Lantbrukets historia : världshistorisk översikt av lantbrukets och lantmannalivets utveckling, 1925, s. 382
11. ↑  Herman Juhlin-Dannfelt, Lantbrukets historia : världshistorisk översikt av lantbrukets och lantmannalivets utveckling, 1925, s. 387
12. ↑  Herman Juhlin-Dannfelt, Lantbrukets historia : världshistorisk översikt av lantbrukets och lantmannalivets utveckling, 1925, s. 385, 394f
13. ↑  Herman Juhlin-Dannfelt, Lantbrukets historia : världshistorisk översikt av lantbrukets och lantmannalivets utveckling, 1925, s. 385
14. ↑  Herman Juhlin-Dannfelt, Lantbrukets historia : världshistorisk översikt av lantbrukets och lantmannalivets utveckling, 1925, s. 416f, 423
15. ↑  Herman Juhlin-Dannfelt, Lantbrukets historia : världshistorisk översikt av lantbrukets och lantmannalivets utveckling, 1925, s. 424f
16. ↑  Herman Juhlin-Dannfelt, Lantbrukets historia : världshistorisk översikt av lantbrukets och lantmannalivets utveckling, 1925, s. 715
17. ↑  Herman Juhlin-Dannfelt, Lantbrukets historia : världshistorisk översikt av lantbrukets och lantmannalivets utveckling, 1925, s. 737
18. ↑  Herman Juhlin-Dannfelt, Lantbrukets historia : världshistorisk översikt av lantbrukets och lantmannalivets utveckling, 1925, s. 766
19. ↑  ”Arkiverade kopian”. Arkiverad från originalet den 12 augusti 2010. https://web.archive.org/web/20100812105528/http://www.slf.a.se/jordbrukspolitprg.htm. Läst 1 januari 2011.
20. 1 2 3  http://www.scb.se/statistik/JO/JO1901/2003M00/J72%C3%96P9901_06.pdf
21. ↑  http://ec.europa.eu/agriculture/capexplained/index_sv.htm
22. ↑  http://www.sweden.gov.se/sb/d/8016
23. ↑  http://www.sweden.gov.se/sb/d/6396
24. ↑  http://www.sweden.gov.se/content/1/c6/07/02/32/bcc6951a.pdf
25. ↑  http://www.sweden.gov.se/sb/d/12806/a/139816
26. ↑  ”Arkiverade kopian”. Arkiverad från originalet den 28 december 2010. https://web.archive.org/web/20101228204521/http://www.regeringen.se/sb/d/7533/a/156332. Läst 2 januari 2011.
27. ↑  http://www.sweden.gov.se/sb/d/12806/a/149297
28. ↑  ”Arkiverade kopian”. Arkiverad från originalet den 15 oktober 2015. https://web.archive.org/web/20151015105434/http://www.swedenabroad.com/SelectImageX/229314/8249d350.pdf. Läst 2 januari 2011.